# Auggen
Auggen – miejscowość i gmina w Niemczech, w kraju związkowym Badenia-Wirtembergia, w rejencji Fryburg, w regionie Südlicher Oberrhein, w powiecie Breisgau-Hochschwarzwald, wchodzi w skład związku gmin Müllheim-Badenweiler. Leży nad Renem, przy granicy z Francją.

## Demografia
| Rok  | Liczba mieszkańców |
| ---- | ------------------ |
| 1660 | 630                |
| 1742 | 1 139              |
| 1830 | 1 232              |
| 1933 | 1 215              |
| 1950 | 1 531              |
| 1993 | 2 081              |
| 2005 | 2 457              |

## Współpraca
Miejscowości partnerskie:
- Châteauneuf-du-Pape, Francja
- Schellerhau – dzielnica Altenberga, Saksonia